# Distriktstandvården
Distriktstandvården är ett företag som bedriver tandvård i Sverige sedan 18 januari 2010. Distriktstandvården har 35 kliniker i Stockholms län, Göteborg och Uppsala, två specialistkliniker samt en mobil tandvårdsenhet.

## Historik
Verksamheten startade genom ett politiskt beslut i Stockholms läns landsting den 28 oktober 2009, då alliansmajoriteten i landstingsstyrelsens produktionsutskott fattade beslut om att överlåta tio folktandvårdsmottagningar i Stockholms län. Distriktstandvården grundades av Ibbe Gnem och Jan Lindqvist som tog över dessa tio kliniker.